# СЦ Раковица
Спортски центар Раковица је спортски центар у Београду. Налази се на адреси Вишевачка 2, а отворен је 1. фебруара 2001. године.

## Опште информације
СЦ Раковица налази се на Кошутњаку у општини Раковица, недалеко од железничке станице Раковица. У оквиру центра налази се спортска дворана која је капацитета 1.100 м2 и има паркетну подлогу. У оквиру центра налази се и теретана, фитнес сала, мултифункционални терен и сала за борилачке вештине. Трибине спортског центра имају више од 1.000 места за седење.
У оквиру центра налази се и фитнес центар површине 300 м2, мултифункционални терен на отвореном намењен за одбојку, мали фудбал и тенис. Спортска дворана такође поседује салу за борилачке спортове као и салу за женски фитнес. Дворана сарађује са великим бројем београдских спортских клубова и професионалним спортисима, а погодна је пре свега за рукомет, фудбал, кошарку, футсал, флорбол, за припреме професионалних спортиста, као и за борилачке спортове попут бокса, каратеа, теквонда и других.
Спортски центар Раковица послује у оквиру Јавног предузећа „Пословни центар Раковица" чији је оснивач Градска општина Раковица, од јула 2014. године. Изузев редовних активности у спортском центру организују се спортска такмичења, бројне спортско-рекреативне манифестације, првенствене утакмице и програмске активности намењене специфичним циљним групама. Дворана је погодна за остале врсте врсте догађаја, за културно-забавне приредбе и концерте, конгресне скупове и бројне друге манифестације.
Комплетну понуду СЦ Раковица чине : Спортскa халa за мали фудбал и рукомет, фитнес сала са теретаном и кардио програмом, отворени мултифункционални терен, травнати фудбалски терен са трибинама и помоћни фудбалски терен на шљаци. Спортска дворана је површине 1.000 м2

### Реконструкције
У августу 2019. завршена је реконстукција спортског центра, која је укључила реконструкцију пет свлачионица и кровне конструкције површине 1.400 м2. У хали је постављен нови паркет на 1.100 м2 погодак за рукомет, кошарку и друге спортове. Нове клупе, голови за рукомет и електронске кошаркашке конструкције такође су постављене. У претходном периоду постављена је нова изолација у спортском центру.
Током реконструкције која је завршена крајем 2020. године замењени су врата и прозори, постављена нова лед расвета, окречени су хала, теретана, свлачионице и ходници, док је обновљено хиљаду квадратних метара трибина.